# Douglas H. Wheelock
Douglas Harry Wheelock (* 5. Mai 1960 in Binghamton, New York) ist ein US-amerikanischer Astronaut.

## Ausbildung
Wheelock erhielt 1983 einen Bachelor in Angewandten Naturwissenschaften und Ingenieurwesen von der Militärakademie in West Point. Das Georgia Institute of Technology verlieh ihm 1992 einen Master in Luft- und Raumfahrttechnik.

## Militärlaufbahn
Nach seinem Bachelor-Abschluss wurde Wheelock von der US Army zum Piloten ausgebildet. Danach diente er im pazifischen Raum als Gruppenführer, Platoon Leader, stellvertretender Kompaniechef und Kommandant einer Luftkavallerieeinheit. Am Aviation Directorate of Combat Developments in Fort Rucker (Alabama) arbeitete er als Entwicklungsingenieur im Bereich Bewaffnung. Nach dem erfolgreichen Abschluss der Naval Test Pilot School in Patuxent River (Maryland) 1993 war er Testpilot am Aviation Technical Test Center in Fort Rucker und erprobte Luftaufklärungssysteme.

## Astronautentätigkeit
Im August 1996 kam Wheelock zum Johnson Space Center und betreute im folgenden Jahr die Space-Shuttle-Missionen als Ingenieur während der Startvorbereitungen.
Wheelock wurde im Juni 1998 von der NASA als Astronautenanwärter vorgestellt. Nach der zweijährigen Ausbildung zum Missionsspezialisten war er Ansprechpartner des Astronautenbüros für Russland im Rahmen des ISS-Programms (Internationale Raumstation). Im Anschluss daran gehörte er den Unterstützungsmannschaften der zweiten und vierten ISS-Stammbesatzung. Ab August 2002 war er Verbindungssprecher für die Besatzungen der Raumstation in Houston.

### STS-120
Ab Juni 2006 trainierte Wheelock für seinen ersten Raumflug. Er war Missionsspezialist des Shuttle-Fluges STS-120, der am 23. Oktober 2007 begann und nach 15 Tagen zu Ende ging.

### ISS-Expeditionen 24 und 25
Am 15. Juni 2010 startete Wheelock mit dem Raumschiff Sojus TMA-19 zur Internationalen Raumstation. Von Juni bis November 2010 lebte und arbeitete Wheelock an Bord der ISS und übernahm dabei ab September 2010 das Kommando der ISS-Expedition 25. Im August 2010 unternahm Wheelock zusammen mit Tracy Caldwell-Dyson drei Weltraumausstiege, um eine defekte Ammoniak-Kühlmittelpumpe auszutauschen.